# Area marina protetta Isole Pelagie
L'area marina protetta Isole Pelagie è un'area marina protetta istituita con decreto del Ministero dell'Ambiente il 21 ottobre 2002.

## Territorio
L'AMP delle Isole Pelagie comprende 46,28 km di costa delle isole di Lampedusa, Linosa e Lampione, a cui si somma l'estensione a mare di 4.136 ha.

## Fauna
L'area comprende alcuni importanti siti di nidificazione della tartaruga marina Caretta caretta.

Le isole di Linosa (Spiaggia della Pozzolana di Ponente) e di Lampedusa (Spiaggia di Isola dei Conigli) sono tra i pochi siti in Italia in cui la presenza di regolari ovodeposizioni da parte di alcuni esemplari è documentata e certa.
Purtroppo la densità del turismo di massa e la frequentazione crescente del turismo appiedato (ancora permesso) stanno facendo perdere alla spiaggia dell'Isola dei Conigli ogni attrattiva per la deposizione delle uova delle tartarughe. Nel 2007 e nel 2008 non è stato censito infatti alcun nido a Lampedusa. Le ovodeposizioni sono fortunatamente riprese nel giugno del 2009.
Sul versante meridionale dell'isola di Lampedusa si osservano ampie zone di trottoir a vermeti, tipica ecostruttura mediterranea.